# Jamahiriya

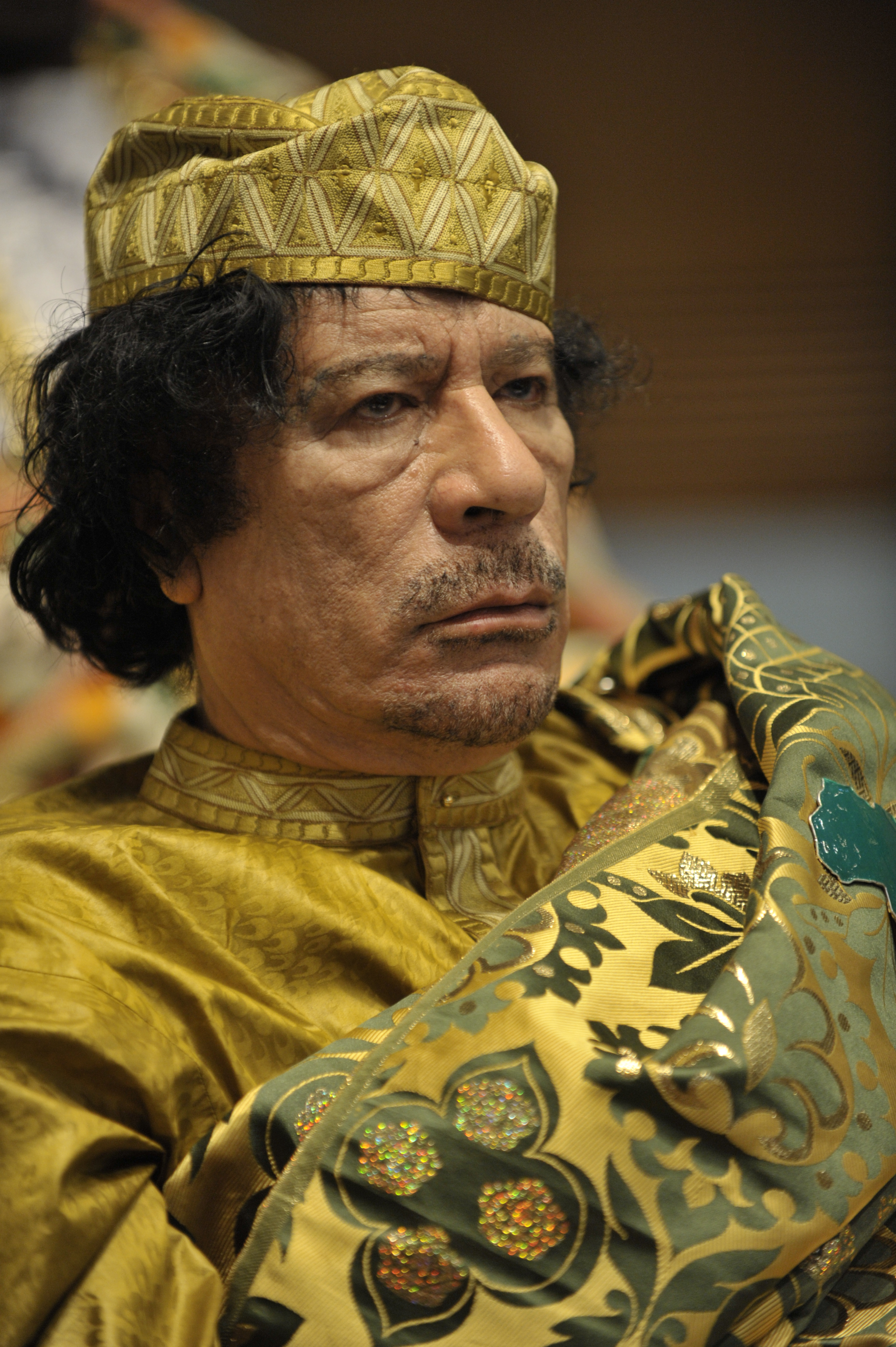
Moammar al-Qadhafi

Jamahiriyya is een door Moammar al-Qadhafi, voormalig leider van Libië, bedachte term. Het betekent "de heerschappij van de massa". Oftewel: het volk heeft de macht. Libië heette officieel: Grote Libisch-Arabische Socialistische Volks-Jamahiriyah. Dat betekent dat Libië dus een land zou zijn dat socialistisch is en waar de mensen dus de meeste macht hebben. Qadhafi beschreef zijn ideologie in het Groene Boek. Volgens Qadhafi was Libië noch een monarchie, noch een republiek en was formeel een soort staatloze entiteit.

## Verwijzingen
1. ↑  Volgens George Tremlett in zijn Gadaffi: The Desert Mystic, Carroll & Graf Publishers, Inc., New York 1993, p. 184, betekent het woord "republiek." Het Winkler Prins Encyclopedisch Jaarboek 1978, Elsevier A'dam/Brussel 1978, p. 175, vertaald Jamahiriyya met "volkscollectief." In opvolgende jaarboeken wordt echter gekozen voor "volksrepubliek."
2. ↑  D.I. Ray: Dictionary of the African Left, Calgary University 1989, p. 101-102 laat Jamahiriyya onvertaald en behandeld Jamahiriyya als een ideologie.
3. ↑  Sean Kane: Throw out the playbook for Libya’s elections Foreign Policy 20 januari 2012. Gearchiveerd op 5 februari 2023.
4. ↑  David S. Sorenson: A History of Modern Libya (boekbespreking) Middle East Policy Council 2006. Gearchiveerd op 17 juni 2021.
5. ↑  Het "staatloze" karakter van Libië kwam tot uiting dat er geen politieke partijen bestonden, geen ministeries (maar "secretariaten" van het Algemene Volkscomité (de facto regering) en een secretaris-generaal van het Algemene Volkscongres als staatshoofd.